# Nanci Lindroth
Nanci Lindroth es una jinete estadounidense que compitió en la modalidad de concurso completo. Ganó una medalla de oro en los Juegos Panamericanos de 1987, en la prueba por equipos.

## Palmarés internacional
| Juegos Panamericanos | Juegos Panamericanos          | Juegos Panamericanos | Juegos Panamericanos |
| Año                  | Lugar                         | Medalla              | Categoría            |
| -------------------- | ----------------------------- | -------------------- | -------------------- |
| 1987                 | Indianápolis (Estados Unidos) | Medalla de oro       | Por equipos          |